# 斯特奇科奇 (內華達州)
斯特奇科奇（英語：Stagecoach）是位於美國內華達州萊昂縣的普查規定居民點。

## 人口
根據2020年美國人口普查的數據，斯特奇科奇的面積為21.61平方千米，皆為陸地。當地共有人口2022人，而人口密度為每平方千米93.57人。